# Maura Viceconte
Maura Viceconte (ur. 3 października 1967 w Susi, zm. 10 lutego 2019 w Chiusa di San Michele) – włoska lekkoatletka.

## Życiorys
Urodziła się 3 października 1967. W 1998 zdobyła brązowy medal na Mistrzostwach Europy w Lekkoatletyce w Budapeszcie, a potem wygrała trzy maratony sportowe w Rzymie (1999), Wiedniu (2000) i Pradze (2001). W 2008 zachorowała na raka piersi.
10 lutego 2019  popełniła samobójstwo przez powieszenie.